# Comandancia en Jefe del Ejército (Chile)
La Comandancia en Jefe del Ejército ejerce la conducción superior del Ejército de Chile bajo la jurisdicción del Ministerio de Defensa Nacional del Gobierno de Chile. El actual comandante en jefe es el general de ejército Javier Iturriaga del Campo , que asumió en marzo de 2022.

## Organización
La Comandancia en Jefe del Ejército gobierna todas las dependencias de la fuerza. De ella, dependen:
- el Estado Mayor General del Ejército;
- el Comando General de Personal;
- el Comando de Educación y Doctrina;
- el Comando de Apoyo a la Fuerza;
- el Comando de Operaciones Terrestres;
- el Comando de Industria e Ingeniería;
- y la Comandancia General de la Guarnición de Ejército de la Región Metropolitana.

Asimismo, la Comandancia es asistida por:
- la Secretaría General del Ejército;
- la Auditoría General del Ejército;
- la Contraloría General del Ejército;
- y el Consejo Académico Consultivo de Estudios e Investigaciones Militares.